# Espòrades Septentrionals
Les Espòrades Septentrionals són un grup d'illes de la mar Egea. A partir de l'1 de gener de 2011, segons el programa Cal·lícrates, forma una de les 74 unitats perifèriques de Grècia. Prové de la divisió de l'antiga prefectura de Magnèsia.
Les illes Espòrades Septentrionals habitades són:
- Alónnissos
- Escíatos
- Skiros
- Skópelos

Alguns també classifiquen en aquest grup a:
- Samotràcia
- Tassos
- Lemnos
- Tenedos
- Psarà